# 11103 Miekerouppe
11103 Miekerouppe (1995 SX19) là một Tiểu hành tinh được Spacewatch phát hiện vào ngày 18 tháng 9, năm 1995 tại Kitt Peak.